# Chiesa riformata in America
La Chiesa riformata in America (Reformed Church in America = RCA) è la denominazione di un'importante linea protestante calvinista in Canada e negli Stati Uniti d'America. Essa conta circa 85 000 membri. Dalla sua fondazione nel 1628, fino al 1819, è stato il ramo nordamericano della Chiesa Riformata dei Paesi Bassi.
La RCA è uno dei membri del Consiglio Nazionale delle Chiese (membro fondatore), del Consiglio ecumenico delle Chiese (WCC), di Chiese Cristiane Insieme e della World Communion of Reformed Churches (WCRC). Alcune parti della denominazione appartengono all'Associazione Nazionale degli Evangelici, al Concilio Canadese delle Chiese e all'Alleanza Evangelica del Canada. La denominazione è in piena comunione con la Chiesa evangelica luterana in America, con la Chiesa Presbiteriana (USA) e con la Chiesa unita di Cristo ed è un partner denominazionale della Chiesa Cristiana Riformata in Nordamerica.

## Denominazioni
Colloquialmente, si parla talvolta di Dutch Reformed Church in America, o semplicemente di Dutch Reformed Church quando un contesto americano era già stato fornito. Nel 1819, si costituì come la Reformed Protestant Dutch Church (Chiesa Protestante Riformata Olandese); l'attuale nome fu scelto nel 1867.

## Storia
I primi coloni nella colonia olandese dei Nuovi Paesi Bassi dapprima tennero riunioni informali per esercitare il culto. Nel 1628 Jonas Michaelius organizzò la prima Congregazione Riformata olandese a Nuova Amsterdam, oggi New York City, chiamata la Chiesa Protestante Riformata Olandese, oggi The Collegiate Churches, di New York. Durante il predominio olandese, la RCA era la Religione di Stato della colonia e si trovava sotto l'autorità del governo presbiteriano di Amsterdam.
Anche dopo che gli Inglesi avevano conquistato la colonia nel 1664, tutti i ministri Olandesi Riformati venivano ancora formati nei Paesi Bassi.
I servizi di culto nella RCA rimasero in lingua olandese fino al 1764 (L'utilizzo della lingua olandese si affievolì quindi fino alla nuova ondata di immigrazione olandese, a metà del XIX secolo. Questo uso rivitalizzato della lingua olandese ebbe luogo tra i discendenti degli emigrati olandesi e in alcune Chiese).
Nel 1747 la Chiesa nei Paesi Bassi aveva concesso l'autorizzazione a formare un'Assemblea nel Nordamerica; nel 1754, l'assemblea si dichiarò indipendente da Amsterdam. Questa forma di governo presbiteriano americano assicurò una concessione nel 1766 per il Queens College (oggi Università Rutgers) nel New Jersey. Nel 1784 John Henry Livingston fu nominato professore di teologia, segnando così l'inizio del Seminario Teologico del New Brunswick.

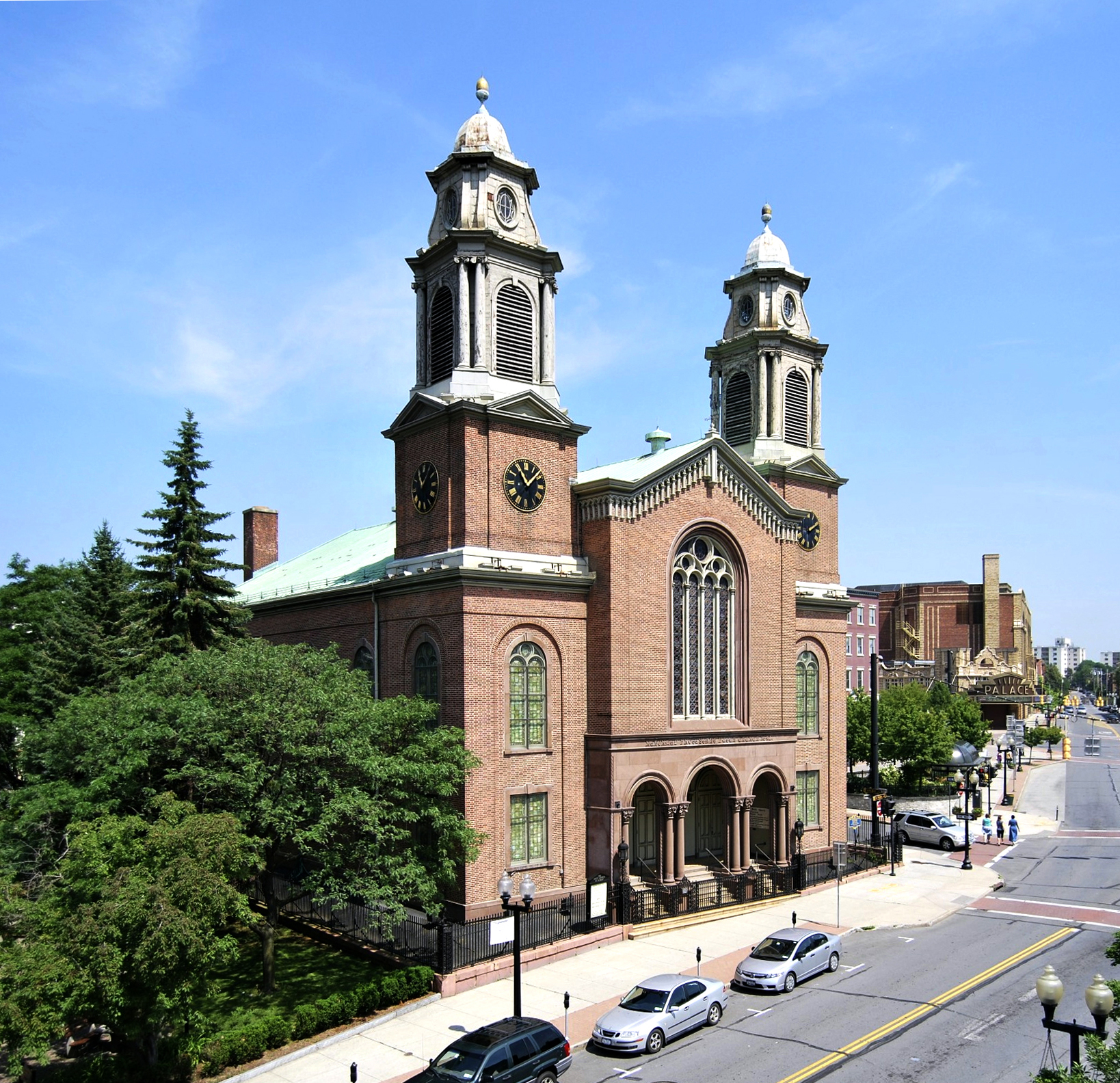
La prima Chiesa Riformata ad Albany ebbe inizio nel 1642 per servire il patronato di Rensselaerswyck. La chiesa attuale fu eretta nel 1798.

La comunità di lingua olandese, compresi fattori e commercianti, prosperò nella prima Nuova Olanda, dominando New York City, la valle dell'Hudson e parti del New Jersey, mantenendo una significativa presenza nel sudest della Pennsylvania, nel sudovest del Connecticut e a Long Island.
Agli inizi del XVIII secolo quasi 3000 rifugiati tedeschi palatini vennero a New York. La maggior parte lavorò inizialmente nei campi inglesi lungo il fiume Hudson per rimborsare le spese del loro trasferimento (pagate dal governo della regina Anna) prima che fosse loro consentito di sbarcare nelle valli di Schoharie e di Mohawk Valley. Qui essi crearono numerose Chiese Riformate Luterane di lingua tedesca, come quelle di Fort Herkimer e di German Flatts. Migliaia immigrarono in Pennsylvania nel XVIII secolo; essi usarono la lingua tedesca nelle chiese e nelle scuole per quasi 100 anni e reclutavano i relativi ministri dalla Germania. All'inizio del XX secolo gran parte delle loro chiese si erano unite alla RCA.
Durante la Rivoluzione americana, un'amara battaglia interna scoppiò nella Chiesa Riformata Olandese, con linee di divisione che seguivano i conflitti ecclesiastici, che erano andati avanti per venti anni tra le fazioni dei "coetus" e dei "conferentie". Una fonte indica che le defezioni potevano essersi verificate già nel 1737. 
(Benjamin C. Taylor D. D., Annals of the Classis of Bergen of the Reformed Dutch Church and of the Churches Under its Care: Including, The Civil History of the Ancient Township of Bergen, in New Jersey, Hosford & Co. NY, NY 1857)
Uno spirito di amnistia rese possibile la sopravvivenza della Chiesa dopo la guerra. La separazione fu anche sanata quando la Chiesa inviò membri in un esteso programma di missioni all'estero all'inizio del XIX secolo.
Nel 1792 il Classis adottò una costituzione formale e nel 1794 la denominazione tenne il suo primo sinodo generale. Dopo la Guerra civile americana, nel 1867 fu adottato formalmente il nome di "Chiesa Riformata in America". Nel XIX secolo nello stato di New York e nel New Jersey, discendenti di etnia olandese si sforzarono di preservare i loro standard e tradizioni europee, sviluppando un gusto per il revivalismo e una identità americana.

### XIX secolo

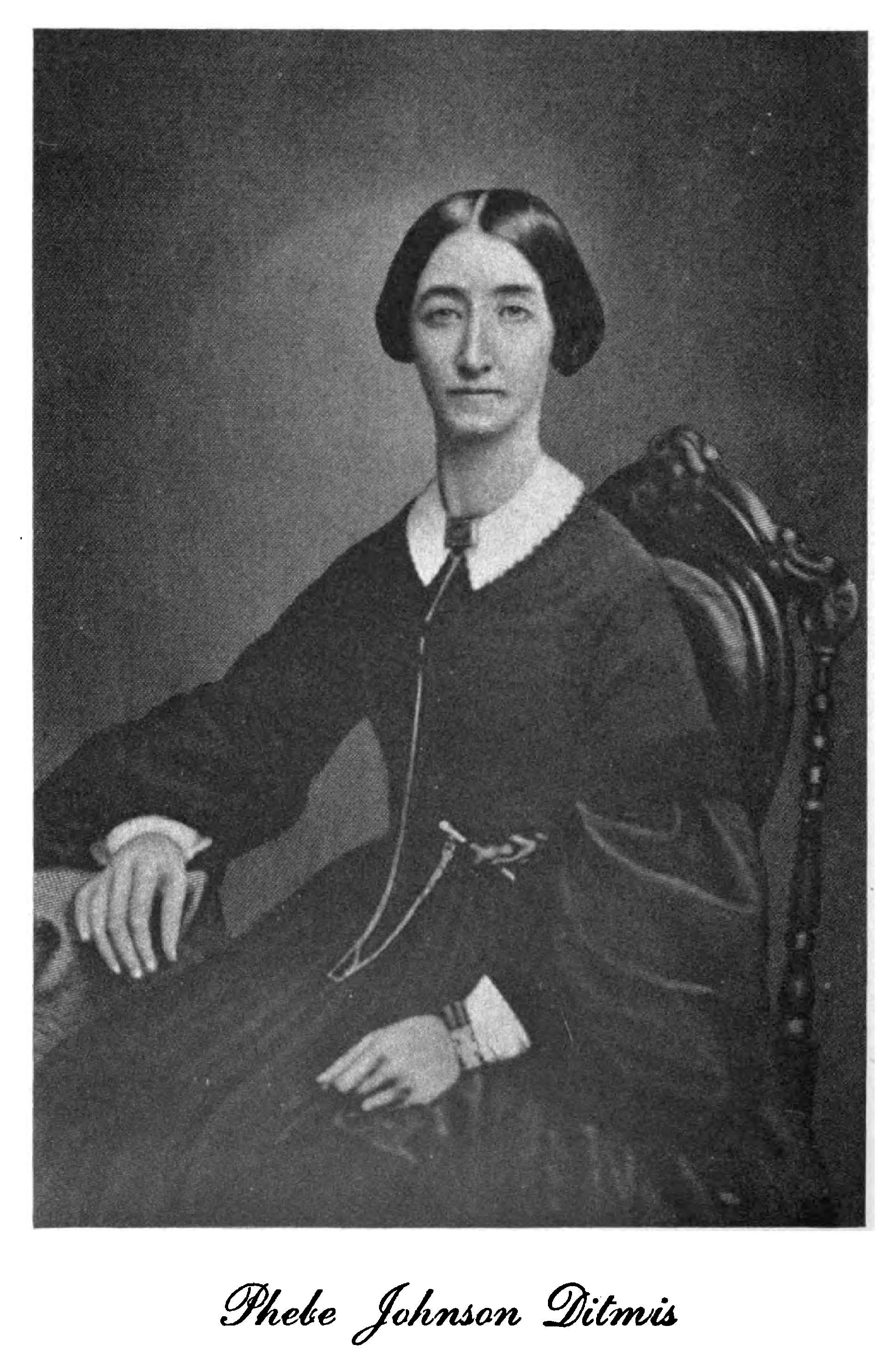
Phebe Johnson Ditmis (4 gennaio 1824 - 27 dicembre 1866) era la moglie del pastore della Chiesa Riformata di Queens, George Onderdonk Ditmis (22 luglio 1818 - 1º febbraio 1896).

Alcuni membri erano proprietari di schiavi, lo schiavo più famoso era Sojourner Truth, e la Chiesa non sosteneva l'abolizionismo. Nelle aree rurali, i ministri del culto predicavano in lingua olandese fino a circa gli anni 1830-1850, quindi passarono alla lingua inglese, e allo stesso tempo infine i molti vestiti tradizionali e le abitudini olandesi caddero in disuso. Benché alcuni ministri del culto favorissero i revival, generalmente la Chiesa non sostenne né il Primo né il Secondo grande risveglio, che creavano un grande fervore evangelico.

### Midwest
L'immigrazione dai Paesi Bassi nella metà del XIX secolo portò all'espansione della RCA nel Midwest. Nel 1837 il pastore Abram D. Wilson e sua moglie Julia Evertson Wilson del New Jersey fondarono la prima Chiesa Olandese Riformata dei Monti Allegani a Fairview, nell'Illinois. Lo Hope College e il Western Theological Seminary furono fondati in Holland, nel Michigan, il Central College a Pella, nello Iowa, e il Northwestern College a Orange City, ancora nello Iowa. Con la secessione del 1857, un gruppo dei membri più conservatori in Michigan, guidato da Gijsbert Haan, si separò dalla RCA. Essi organizzarono la Chiesa Cristiana Riformata in Nordamerica (CRC) e altre Chiese seguirono. Nel 1882 un altro gruppo di congregazioni lasciò il CRC, sviluppando una Chiesa speculare a quella dei Paesi Bassi.

### Dopo la II guerra mondiale
Dopo il 1945 la RCA si espanse nel Canada, che era la destinazione di un ampio gruppo di emigranti olandesi. Tra il 1949 e il 1958, la RCA aprì 120 Chiese fra le comunità suburbane di non-olandesi, facendo appello alla linea principale dei Protestanti. Esso fu un membro riconosciuto dell'Alleanza Presbiteriana, del Consiglio Federale delle Chiese e del Consiglio Mondiale delle Chiese.

### Recente declino
Come gran parte delle altre denominazioni della linea principale, la RCA ha avuto un declino nel numero di membri durante gli ultimi trent'anni. Nel 2018 il numero totale dei membri era inferiore a 196 308, in confronto ai 220 000 nel 2016, ai 300 000 nel 2000 e ai 360 000 nel 1980. Negli ultimi trent'anni la Chiesa ha perso più del 45% dei suoi membri.
A causa delle differenze relative all'adozione della Confessione Belhar, la rimozione delle clausole di coscienza relative al sacerdozio femminile e la presenza di persone LGBT nella Chiesa, un numero di congregazioni ha lasciato la RCA per unirsi alla Chiesa Presbiteriana in America, che è più conservatrice su questi temi. Ampiamente per le stesse ragioni, circa 100 Chiese si separarono dalla denominazione e formarono l'Alleanza delle Chiese Riformate e 5 Chiese formarono la Rete del Regno.

## Fedi
La RCA professa numerose affermazioni di dottrina e di fede. Queste comprendono gli storici Simbolo degli apostoli, Credo del Concilio di Nicea e il Simbolo atanasiano; la tradizionale Riformata Confessione di fede belga, il Catechismo di Heidelberg (con il suo compendio), i Canoni di Dordrecht e la Confessione di Belhar.

### Argomenti sulla vita
La RCA si oppone all'eutanasia. Il rapporto della Commission on Christian Action stabilì nel 1994: 
((EN) General Synod Statements: Physician-Assisted Suicide - Reformed Church in America, su rca.org.)
La Chiesa Riformata condanna anche la pena di morte. Il Sinodo Generale nel 2000 espresse sette motivi per l'opposizione della Chiesa a questa condanna:
- La pena capitale è incompatibile con lo Spirito di Cristo e con l'etica dell'amore. La legge dell'amore non nega la giustizia, ma essa nullifica i motivi di vendetta e castigo, obbligandoci a pensare in termini di redenzione, riabilitazione e recupero. Il Cristo che si rifiutò di approvare la lapidazione della donna colta in adulterio ci ha parlato del mondo della compassione, non di quello della vendetta.
- La pena capitale è di dubbio valore come deterrente. La pena capitale come argomento deterrente presuppone che un criminale si impegni in una specie di analisi razionale costi-benefici prima di commettere un crimine. La maggior parte degli assassinii, comunque, sono crimini di passione o sono commessi sotto l'influenza di droghe o alcol. Ciò non esime il perpetratore dalla sua responsabilità per il crimine, ma mostra che nella maggior parte dei casi la pena capitale come deterrente non funziona.
- La pena capitale risulta iniqua nell'applicazione. Numerosi studi dal 1965 hanno mostrato che i fattori razziali giocano un ruolo significativo nel determinare se una persona subisce o no una sentenza di morte.
- La pena capitale è un metodo aperto a errori irrimediabili. L'incremento del numero di innocenti accusati che si sono trovati nelle file dei condannati a morte è un chiaro segno che il processo che sentenzia le persone alla morte è pieno di errori fondamentali—errori che non possono essere rimediati una volta che è avvenuta un'esecuzione.
- La pena capitale ignora le comunità e le aziende colpevoli. Tali fattori possono diminuire ma certamente non eliminare la responsabilità dell'individuo. Ora la società porta anche alcune responsabilità per dirigere sforzi e risorse nella correzione delle condizioni che possono favorire tale comportamento.
- La pena capitale perpetua i concetti di vendetta e rappresaglia. Come un'agenzia della società, lo stato non dovrebbe diventare un vendicatore per individui; non si deve presumere che l'autorità soddisfi la giustizia divina con metodi vendicativi.
- La pena capitale ignora l'intero concetto di riabilitazione. La fede cristiana non dovrebbe riguardare il castigo, ma la redenzione. Ogni metodo che chiuda la porta a qualsiasi perdono, e a ogni speranza di redenzione, non può essere il testo della nostra fede.

La risoluzione del Sinodo Generale esprime la sua volontà "di sollecitare i membri della Chiesa Riformata in America a contattare i loro rappresentanti eletti, sollecitandoli a sostenere l'abolizione della pena capitale e chiedere una immediata moratoria delle esecuzioni."
La RCA è generalmente contrario all'aborto. La posizione del Sinodo Generale, stabilì nel 1973 e successivamente affermò, che "in linea di principio" l'aborto "non dovrebbe essere praticato del tutto", ma in una "società complessa" di mali in concorrenza "dovrebbero esserci delle eccezioni". Comunque, l'aborto non dovrebbe essere mai scelto sulla base della "convenienza individuale". Il personale ecclesiastico dovrebbe promuovere "alternative cristiane all'aborto", e ai membri della Chiesa si chiede di "sostenere sforzi per cambiamenti costituzionali" al fine di proteggere il nascituro.

### Omosessualità
Dal 1978 il Sinodo Generale ha emesso un numero di affermazioni sulla omosessualità. Atti omosessuali sono considerati peccaminosi e "contrari alla volontà di Dio". Ma gli omosessuali non devono essere biasimati per la loro condizione. La Chiesa deve affermare i diritti civili per gli omosessuali mentre condanna il comportamento omosessuale (1978). La Chiesa deve cercare di sollevare gli omosessuali dal "fardello di colpevolezza", riconoscendo che l'omosessualità è un "fenomeno complesso" (1979). La Chiesa dovrebbe incoraggiare "amore e sensibilità verso tali persone come esseri umani compagni" (1990). Nel 1994 il Sinodo condannò l'umiliazione e la degradazione degli omosessuali e confessò che molti membri non avevano dato ascolto alle "sincere grida" di persone omosessuali che si struggevano per l'"auto-accettazione e dignità." Richiedendo compassione, pazienza e sostegno amoroso verso coloro che si struggono nei desideri delle persone del proprio sesso, il Sinodo Generale del 2012 determinò che è una "offesa disciplinabile" sostenere il comportamento omosessuale o fornire la leadership per un servizio di matrimonio fra persone dello stesso sesso. L'anno seguente, comunque, il Sinodo Generale essenzialmente rescisse queste affermazioni e rimproverò i delegati del 2012 per aver dimostrato "una mancanza di decoro e di civismo" e aver usurpato l'autorità istituzionale. Nel 2014, il Sinodo Generale raccomandò che la Commissione sull'Ordine nella Chiesa iniziasse il processo per definire il matrimonio come eterosessuale. Comunque, nel 2015, il Sinodo Generale approvò un procedimento per studiare un modo "di indirizzare le questioni della sessualità umana". Nel 2015, lo Hope College nel Michigan, affiliato con la RCA, decise ufficialmente di fornire benefit a dipendenti del medesimo sesso che si sposavano, sebbene la scuola mantenesse l'affermazione sulla sessualità, che sposi sono coloro che contraggono un matrimonio tradizionale.
In aggiunta, un numero di congregazioni e classi hanno votato per affermare pubblicamente i membri LGBT, incluse le Classis del New Brunswick e di Schenectady. Molte di queste congregazioni, comprese quelle affiliate sia alla RCA che alla Chiesa unita di Cristo, compiono matrimoni fra persone dello stesso sesso. "Alcune Chiese RCA hanno pastori omosessuali, ma la loro ordinazione proviene da altre denominazioni". Il 5 maggio 2017, le congregazioni della Chiesa Unita di Cristo e della Chiesa Riformata in America, che sostengono l'inclusione LGBT annunciarono la formazione di un'associazione per congregazioni con doppia affiliazione.
Nell'aprile 2016, un comitato di lavoro della RCA sviluppò un rapporto sulla sessualità umana. Il rapporto offre differenti opzioni, per l'esame da parte del Sinodo Generale, e comprende l'opzione di definire matrimonio quello tra uomo e donna o di definire matrimonio quello tra due persone, consentendo allora il matrimonio fra persone dello stesso sesso. Di queste opzioni, il Sinodo Generale del 2016 votò per definire il matrimonio come "uomo/donna". Comunque, quel voto necessitava il sostegno di 2/3 delle classi e di essere ratificato ancora nel 2017.
Nel marzo 2017, la proposta di definire matrimonio come "uomo/donna" non ricevette il quorum necessario di voti dai 2/3 delle classi e non passò. Il 12 giugno 2017, il Sinodo Generale votò per una "raccomandazione" che afferma, "fedele aderenza agli standard della RCA", quindi, implica l'affermazione che il matrimonio è quello tra un uomo e una donna. Ancora, nel 2017, una classe nella RCA ordinò il primo pastore apertamente gay e sposato, che era out quando egli iniziò il procedimento di ordinazione.
Nel 2021, il Sinodo Generale RCA votò in favore di un piano per consentire alle congregazioni di lasciare la denominazione, con le sue proprietà, e permettere alle rimanenti congregazioni RCA di scegliere la loro politica riguardo al clero LGBTQ e il matrimonio fra due persone dello stesso sesso con qualcuna che sosteneva i matrimoni dello stesso sesso e altre che vi si opponevano.

### Ordinazione femminile
Lo RCA ammise per primo le donne agli uffici di diacono e anziano nel 1972 e per primo ordinò donne nel 1979. Nel 1980 il Sinodo Generale della RCA emendò il Libro dell'Ordine della Chiesa (BCO) per chiarire la loro posizione sull'ordinazione delle donne, incluso l'emendamento del testo della Parte I, Articolo 1, Sezione 3 del BCO da "persone" a "uomini e donne".
Nel 1980 la RCA aggiunse una clausola di coscienza al BCO, che stabiliva:
Nel 2012 il Sinodo Generale della RCA, con 143 voti a favore e 69 contrari, votò per rimuovere le clausole di coscienza. Comunque, il voto del Sinodo Generale doveva essere approvato dalla maggioranza delle classi (una classe esercitando le stesse funzioni di presbitero). Infine, 31 classi votarono in favore della rimozione, contro 14 voti per mantenerle, e la votazione fu ratificata nel Sinodo Generale della RCA del 2013.

## Organizzazione
La RCA ha una forma di governo presbiteriana, dove l'autorità è divisa tra corpi rappresentativi: Concistori, Presbiterii, Sinodi regionali e il Sinodo Generale. Quest'ultimo si riunisce annualmente ed è l'ente rappresentativo dell'intera denominazione, stabilendone politiche, programmi e agenda. Misure passate al Sinodo Generale vengono eseguite e controllate dal Concilio Generale del Sinodo. I membri del Concilio sono nominati dal Sinodo Generale. Un Segretario Generale ha la supervisione giornaliera delle operazioni. Il Rev. Eddy Alemán, D. Min., è stato nominato attuale Segretario Generale nel Sinodo Generale del 2018.
La Costituzione della RCA consiste in tre parti: la Liturgia, il Governo e gli Standard Dottrinali. Il Governo, insieme ai Formulari e alle Norme di Autoregolazione del Sinodo Generale, vengono pubblicati annualmente in un volume noto come The Book of Church Order (Il Libro dell'Ordine della Chiesa).

## Rapporti ecumenici
Tramite un documento noto come A Formula of Agreement, la RCA ha piena comunione con la Chiesa Presbiteriana negli U.S.A., la Chiesa unita di Cristo e la Chiesa evangelica luterana in America. La relazione tra la Chiesa unita di Cristo e la RCA è stata soggetta a controversie all'interno della RCA, particolarmente una risoluzione del Sinodo Generale UCC nel 2005 riguardante l'omosessualità. L'affermazione dell'ELCA sulla ordinazione di omosessuali come sacerdoti nel 2009 provocò alcuni conservatori della RCA a richiedere il ritiro dalla Formula of Agreement. Nel 2012 la RCA discusse la propria posizione nei riguardi dell'omosessualità. Le due denominazioni intrapresero un dialogo e nel 1999 produssero un documento che discuteva le loro differenze (PDF).
Con i suoi partner della Formula of Agreement, la RCA intratteneva una stretta associazione con la Chiesa Riformata Cristiana nel Nordamerica (CRC). Nel 2005 RCA e CRC votarono per consentire lo scambio di ministri di culto. Faith Alive Christian Resources, il braccio promozionale dello CRC, viene anche utilizzato da RCA e nel 2013 pubblicò un libro comune di inni per l'utilizzo di entrambe le denominazioni. Le due denominazioni hanno anche collaborato in varie altre attività del ministero, votarono nel 2013 per unire i piani-pensione in conformità con l'Affordable Care Act, e progettarono di tenere fianco a fianco i Sinodi Generali presso il Central College, nello Iowa, a Pella, nel 2014.

## Membri eminenti

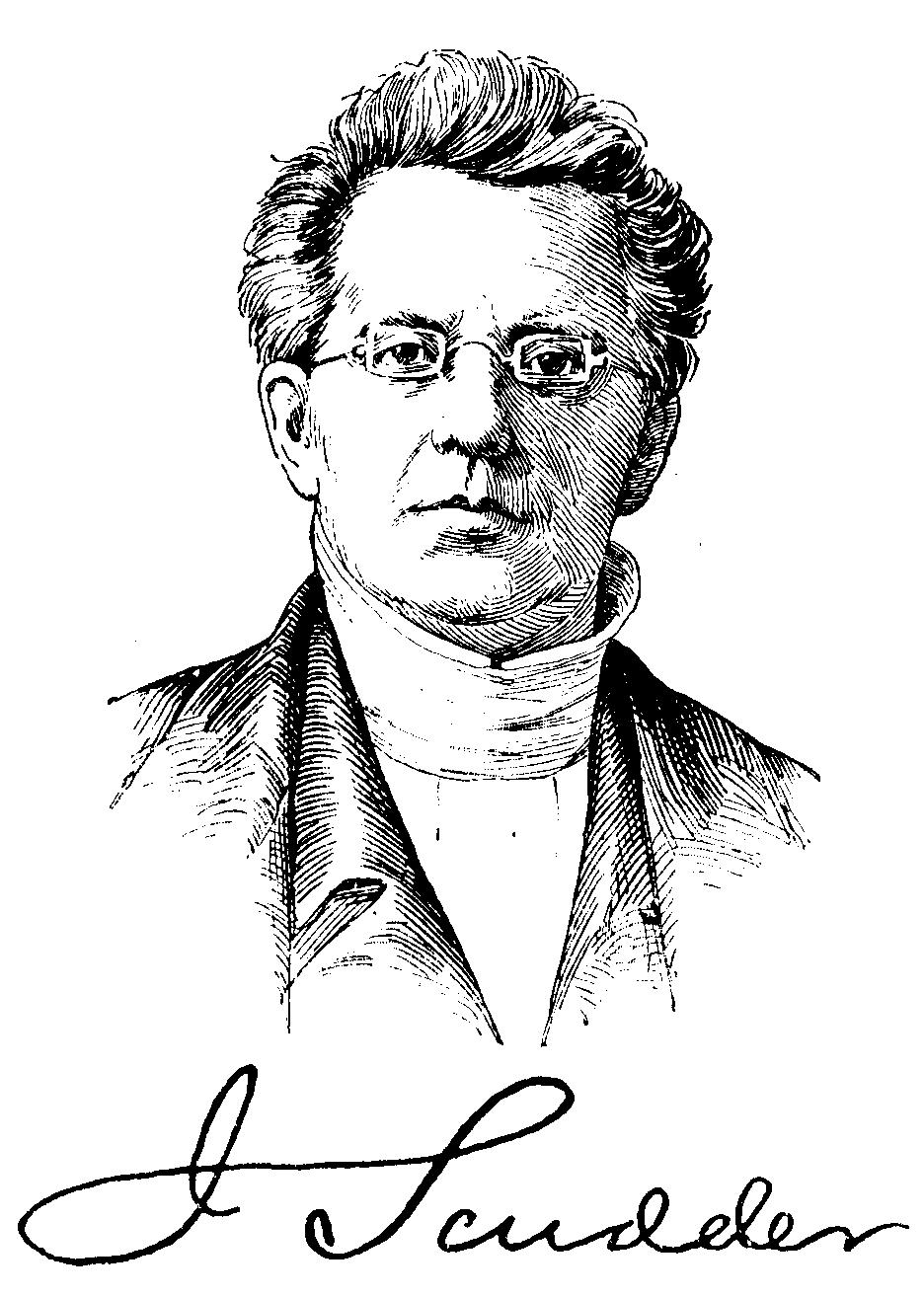
John Scudder, Sr., un ministro di culto olandese riformato, fu il capostipite di una famiglia di missionari in India (1819)

- Edward Wilmot Blyden, educatore, scrittore, diplomatico e uomo politico
- Vern Den Herder, giocatore professionale di football nel NFL (1972, invitto Miami Dolphins)
- Everett Dirksen, senatore
- B.D. Dykstra, scrittore ed educatore
- Geronimo, capo Apache
- Jack Hanna, zoologo americano
- Peter Hoekstra, membro del Congresso
- Evel Knievel, spericolato stuntman motociclista
- Kyle Korver, giocatore professionale di pallacanestro nello NBA
- Francis D. "Hap" Moran, giocatore professionale di football nel New York Giants, diacono e sacerdote della Chiesa Riformata in America
- A. J. Muste, scrittore, professore, pacifista
- Jim Nantz, giornalista sportivo della TV
- Louis P. Pojman, filosofo
- Norman Vincent Peale, predicatore
- Theodore Roosevelt, Presidente degli Stati Uniti d'America
- Marge Roukema, Congressista, convertita dal cattolicesimo
- Albert Janse Ryckman, Sindaco di Albany, New York (1702-1703), capitano della Milizia di Albany, eminente birraio di Albany del tardo XVII secolo; diacono nella Chiesa Riformata Olandese
- Famiglia Schuller - Robert Schuller, Robert A. Schuller, Bobby Schuller, tutti pastori della Chiesa Riformata in America
- John Scudder, Sr., missionario per la Missione Arcot
- Philip Schuyler, leader della Rivoluzione americana
- Martin Van Buren, Presidente degli Stati Uniti d'America
- Fez Whatley, personalità della radio
- Andrew Yang, imprenditore e Candidato alla Presidenza degli Stati Uniti nel 2020
- Reverendo Clark V. Poling, uno dei Quattro Cappellani
- Edward Becenti,[36] Interprete Navajo e figlio del capo Judge Becenti (Navajo), tradusse versi e canti della Bibbia nel linguaggio Navajo per la Chiesa Cristiana Riformata nel Nuovo Messico